# Luigi Amidani

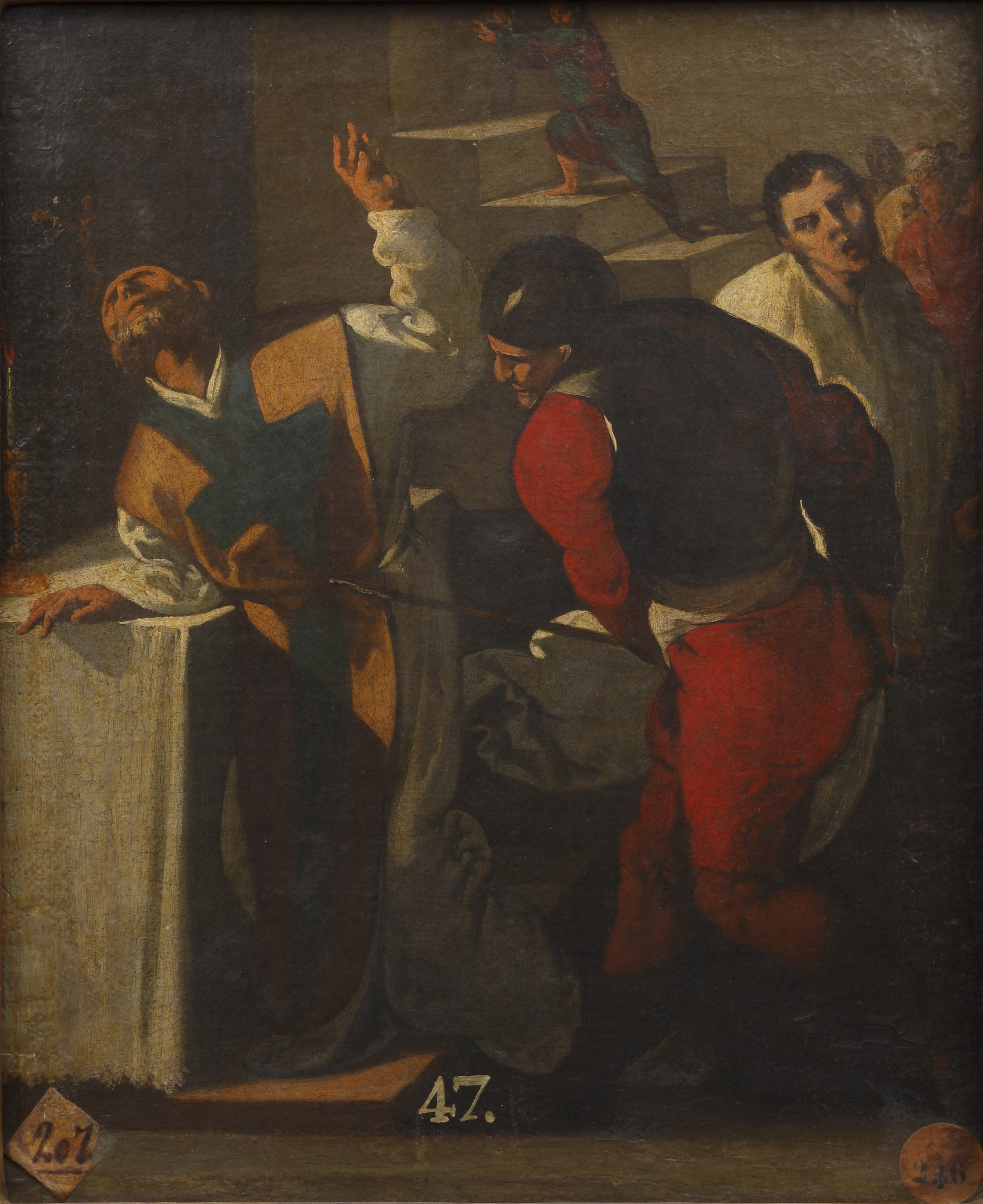
Martirio de san Mateo, óleo sobre lienzo, 43 x 35 cm. Madrid, Museo de la Real Academia de Bellas Artes de San Fernando, procedente del Noviciado de los jesuitas en Sevilla.

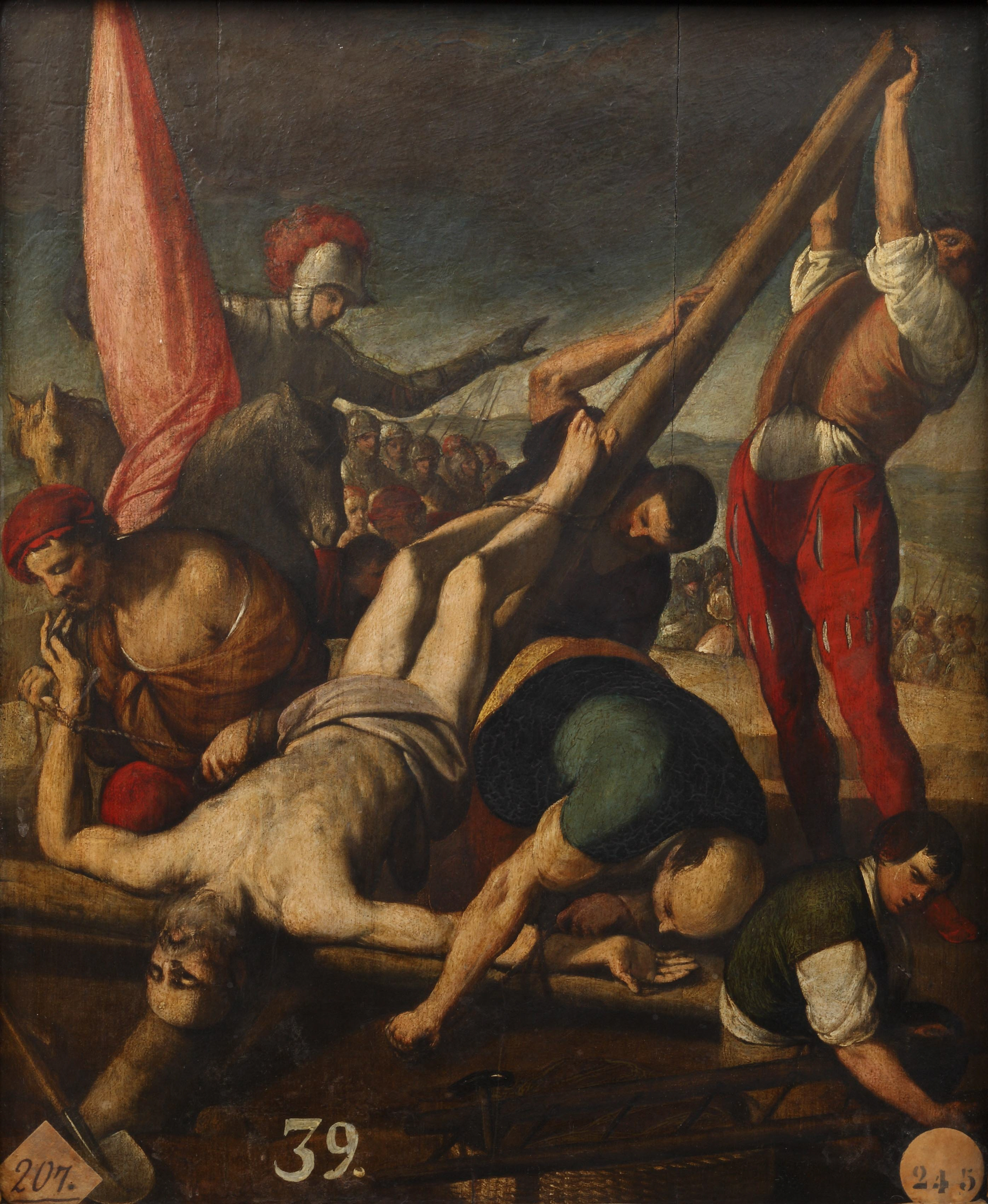
Martirio de san Pedro, óleo sobre lienzo, 43 x 35 cm. Madrid, Museo de la Real Academia de Bellas Artes de San Fernando.

Luigi Amidani (Parma, 1591-después de 1629) fue un pintor barroco italiano.
Discípulo de Bartolomeo Schedoni, en 1629 trabajaba para la corte de Parma y al servicio de los Farnesio cuando Velázquez, de quien se convirtió en acompañante, inició su primer viaje a Italia.
Flavio Atti, embajador de Parma en Madrid, escribió el 26 de julio de 1629 una carta a su señora, la duquesa viuda Margarita Aldobrandini, con partes del texto cifradas, avisándole del viaje de Velázquez con cartas de recomendación de todos los embajadores de las cortes italianas en Madrid. El motivo de ese viaje, decía, era perfeccionarse en su arte, aunque él pensaba que podía tener como finalidad el espionaje dado que esas cartas de recomendación podían abrirle las puertas de gente principal al tiempo que lo presentaba como persona cercana al rey, como le constaba, por su oficio en palacio y porque el rey acudía con frecuencia a verle pintar. Con ese temor sugería que se entendiera con él el pintor Luigi Amidani, que por ser del mismo oficio tendría más fácil la comunicación, pero, añadía en escritura cifrada, debía advertirse a Amidani que tuviese cuidado con lo que hablaba: «auuertendo all'Amidano che uadda destro in parlare».
No se tienen noticias de Amidani posteriores a 1629 y a esa visita de Velázquez, ni se documentan más pagos de los Farnesio al pintor, lo que ha hecho suponer que hubiese muerto a consecuencia de la peste, extendida aquel año por la región. Sin embargo, la localización de un número importante de obras del artista en España llevó a Massimo Pulini a formular la hipótesis de que, tras la visita del sevillano, Amidani se trasladase a la península ibérica. Para Pulini no sería descartable que Velázquez, que viajó a Italia con Ambrosio Spinola, llevase en efecto instrucciones secretas en relación con el curso de la guerra de los treinta años, en la que Parma se resistía a involucrarse, y las numerosas pinturas de Amidani en España podrían entenderse como el pago de una recompensa.
Lo conservado de Amidani en España son, por una parte, diez lienzos de una serie de martirios de los apóstoles, propiedad de la Real Academia de Bellas Artes de San Fernando en la que ingresaron procedentes del Noviciado de los jesuitas de Sevilla, y los restos de lo que pudiera ser otra serie de igual asunto, pero de formato mayor, a la que pertenecerían los martirios de san Pedro y de san Pablo del Museo de Bellas Artes de Valencia y los de san Andrés y san Matías en colección particular de Jerez de la Frontera. De esta misma serie podrían proceder, además, otros dos lienzos ahora fuera de España: la llamada Lapidación de un apóstol del mercado anticuario londinense y el Martirio de san Pablo del Palacio de Weißenstein en Pommersfelden (Alemania).

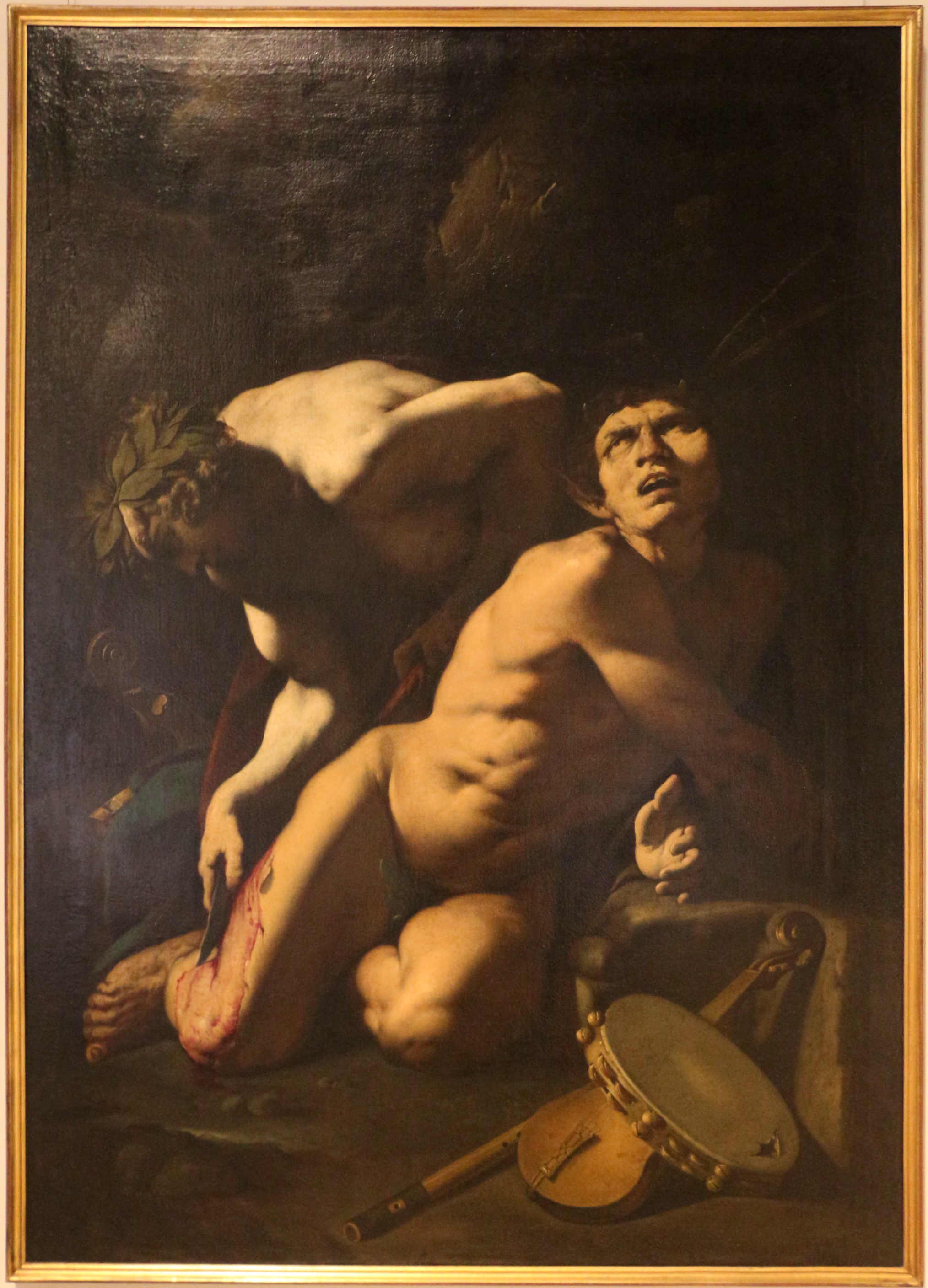
Apolo desollando a Marsias, c. 1630, óleo sobre lienzo, Milán, Pinacoteca del Castello Sforzesco.

También, entre otras, una pintura con Susana y los viejos, que fue de la colección Carvallo, con atribución a José de Ribera, de donde pasó a Francia. El estilo maduro de este lienzo, los bruscos contrastes cromáticos y cierta influencia de Ribera, que serían características de la supuesta etapa ibérica del pintor, se advertirían también, según Pulini, en el Apolo desollando a Marsias de la pinacoteca del Castillo Sforzesco de Milán, pintado hacia 1630, que comparte con los martirios de los apóstoles lo atroz del asunto y la crudeza de su tratamiento, muy distinto del Amor cargando el arco de la colección Leuchtenberg, firmado y fechado en 1619, con ecos aún de Parmigianino y la pintura manierista emilaniense, contraste que se aprecia del mismo en otras obras tempranas del pintor, como lo sería una Visión de san Ignacio de Loyola propiedad de la diócesis de Campobasso.